# فرودگاه اوباندو
فرودگاه اوباندو (به انگلیسی: Obando Airport) یک فرودگاه همگانی با کد یاتا PDA است که یک باند فرود آسفالت دارد و طول باند آن ۱۸۰۱ متر است. این فرودگاه در کشور کلمبیا قرار دارد و در ارتفاع ۱۴۰ متری از سطح دریا واقع شده‌است.